# Székesfehérvár–Komárom-vasútvonal
A Székesfehérvár–Komárom-vasútvonal a MÁV 5-ös számú nem villamosított, egyvágányú vasútvonala. A Közép-Dunántúlon található. Székesfehérvárt köti össze a Móri-árkon és az Igmánd–Kisbéri-medencén keresztül a magyar-szlovák határral.

## Története
A Székesfehérvár–Komárom-vasútvonalat a Déli Vasút építette és üzemeltette egészen az első világháború utánig.
Az osztrák Déli Vasút társaság 1860-tól kezdte el magyarországi vonalainak kiépítését, melynek célja Buda és a Dunántúl összekötése volt az adriai Trieszt kikötőjével. Első vonaluk a mai Székesfehérvár–Komárom közötti vonal volt. Kiindulásnak az Államvasút-Társaság (ÁVT, német rövidítéssel Steg) újszőnyi állomását választották. Az ÁVT 1854-től kezdve építette ki a Duna jobb partján fekvő vasutat Bécs–Bruck–Győr–Újszőny (ma Komárom) útirányon: Győrt 1855-ben, Újszőnyt 1856-ban érte el a vasút. A fővonal Budapestig tartó folytatását csak 1884-ben fejezte be a MÁV, amely egyúttal az egész vonalat átvette.
A Déli Vasút az újszőnyi állomástól indulva építette a pályáját Székesfehérvár irányába. A vonal átadására 1860. július 1-jén került sor. Ez a vonal volt Székesfehérvár első vasútvonala, míg el nem készült a következő évben a Déli Vasút Buda-Kanizsa fővonala.
Az átadástól gőzüzemű vontatás valósult meg 1975-ig. A komáromi fűtőházat már 1967-re átépítették, hogy tudja fogadni a dízelmozdonyokat, de a komáromi pályaudvar helyhiánya miatt ez mégis Székesfehérvárra került. Ugyanis a komáromi személypályaudvar mellett van a fűtőház, a másik oldalán a Duna folyik a nagymarosi tervezett gát miatti magasított töltéssel. A személypályaudvar előtt helyezkedik el a rendezőpályaudvar. Itt is a Duna az egyik oldalon, a másik oldalon a Csillagerőd miatt nem lehet bővíteni. A gurító után a vasútvonal dél felé kanyarodik, itt azonban a szőnyi városrész akadályozza a telepítést.
A vonal Szárazrét megállóhelye közelében, a Farkasvermi úti vasúti átjáróban történt egy 16 halálos áldozatot követelő autóbusz-baleset.
A vasútvonal forgalmának növekedésével többször felmerült, hogy kétvágányúvá fejlesszék, de erre a mai napig nem került sor.

## Forgalom
A vasútvonalon a személyszállítás 2009. december 13-tól, a 2009/2010. évi menetrendváltástól kezdve szünetelt, 2010. július 4-től indult újra.
2010. július 3-án a vasútvonal megnyitásának 150. évfordulója alkalmából nosztalgiavonat indult Budapestről, Székesfehérváron át Komáromba és vissza.
A forgalom 2010-es újraindítása óta, egy rövid időszakot leszámítva csupán 1-2 vonatpár közlekedett naponta.
Egy új menetrendi fejlesztésnek köszönhetően, 2022 szeptemberétől már napi 7 vonatpár, kétórás ütemben szolgálja ki a vasútvonalat.
2023. október 27-től november 17-ig a győri fővonalon történő felújítás miatt az ott közlekedő tehervonatok egy részét erre a vonalra terelték. Ennek ürügyén a személyvonatok közlekedését ezen a vonalon 'ideiglenesen' autóbuszokkal pótolják. Mivel még kb. kétszer annyi tehervonat mellett is bizonyítottan 'elférnének' a személyvonatok, nem lehet tudni a szüneteltetés valódi okát.

### Szárnyvonalak
- Bodajk–Balinka-vasútvonal
- Mór–Pusztavám-vasútvonal

### A vasútvonal szerepe a gazdasági életben
- Csémpuszta: A mezőgazdasági környezetben létesített, eredetileg 4 vágányos vasútállomás „túlméretezett” kialakítását azzal lehet megmagyarázni, hogy a Komárom illetve Almásfüzitő felé vezető vasutak deltavágánya előtt azok teherpályaudvarainak korlátozott fogadóképességét bővítette. 2003-ban átépítették és visszabontották, az egyetlen átmenő vágány mellett egy rakodó csonka-vágányt hagytak meg, amelyet jelenleg nem használnak.
- Nagyigmánd-Bábolna: Az állomás mellett létesült az 1970-es években a bábolnai kombinátból kivált IKR Termelésfejlesztési és Kereskedelmi Rt., melynek raktáraihoz iparvágányt is építettek. Az üzembe jelenleg többnyire közúton szállítják a nyersanyagot, nagyobb mértékben csak a közelmúltban épült növényolaj-présüzem kiszolgálása zajlik.
- Ászár-Keményítőgyár: 1890-ben alapították meg a Kisbér-füzitői Egyesült Gyár Rt. burgonyakeményítő- és szörpgyárát, amely akkor az Osztrák–Magyar Monarchia legnagyobb ilyen jellegű gyára volt. A gyárban készített termékek vasúti elszállítására iparvágány csatlakozik a vasútvonalhoz.
- Bodajk: Bodajk és Balinka szénbánya között az 1920-as években bányavasút közlekedett. Később normál nyomtávú vasutat létesítettek a bányákhoz. Elsősorban teherforgalom volt a szénbányák bezárásáig, de a bányatelep, illetve Balinka község kiszolgálására személyvonatok is közlekedtek, amik Balinkabányáig Bodajk felsőn és Balinka megállóhelyen is megálltak. Az állomáson rakodták át a gánti bányából korábban keskeny nyomközű vasúton, később gépkocsikkal szállított bauxitot a nagyvasúti kocsikba.
- Moha-Rakodó: Ténylegesen teherpályaudvar, ahol a Kincsesbányán és környékén kitermelt bauxitot szállítják ide és rakják meg a speciális tehervonati kocsikat. A vasútvonal felújításakor az 1970-es évek közepén az itt lévő íveket kiegyenesítették és ezáltal a vasútállomás átmenő vágányai messzebb kerültek a felvételi épülettől.

## Járművek
A vonal teljes helyközi forgalmát
A 2010. július 3-án indult nosztalgiavonat 424-es gőzmozdonnyal közlekedett.
Korábban Siemens Desiro motorvonatok, valamint MÁV M40-es, MÁV M41-es és MÁV M47-es mozdonyok által vontatott ingavonatok is közlekedtek a vonalon.
A 2023/24-es menetrendben a személyvonatokat Siemens Desiro motorvonatokkal, vagy magukban, csatolva, illetve Bzx póttal közlekedő Bzmot motorvonatokkal adják ki. Ez a vonal nagyon érzi a MÁV járműhiányát, ugyanis az elmúlt évben mindenfajta vonat járt erre, mint személyvonat:
418+Fecske Bhv,
418+Classic Bhv,
418+Halbi, 
478+Classic Bhv,
478+Halbi,
M62+Bhv,
M62+M62+M41+Fecske Bhv,
M40+Classic Bhv,
Siemens Desiro.
A tehervonatokat többnyire magánvasúti gépek vontatják, bár nem ritkák a MÁV M41-es valamint a MÁV M62-es sorozat tagjai sem.

## Menetrendi fejlesztés a vasútvonalon
2022. augusztus 22-én Vitézy Dávid közlekedésért felelős államtitkár bejelentette a közösségi médiában, hogy a vasútvonalon jelentős módosításokat eszközölnek, kétóránként lesznek vonatok Székesfehérvár és Komárom között.
A fejlesztésnek köszönhetően az eddigi két párról hét párra emelkedett a közlekedő vonatok száma, 2022. decemberétől pedig a menetrend kiegészült egy esti, 8. vonatpárral. 
Szintén ettől az időponttól kezdve a személyvonatok ismét megállnak Szárazrét megállóhelyen.
A menetrend módosításának köszönhetően Mór állomásról jelentősen javul az eljutási idő a fővárosba, mindössze 1 óra 20 perces menetidővel lehet számolni, székesfehérvári átszállással.
Az elmúlt években[mikor?] a fejlesztésért a Déli Vasúti Egyesület dolgozott kitartóan.

## Járatok
A lista a 2023/24-es menetrend adatait tartalmazza.
| Vonatok | Útvonal                | Gyakoriság  |
| ------- | ---------------------- | ----------- |
| S150    | Székesfehérvár-Komárom | kétóránként |

## Galéria

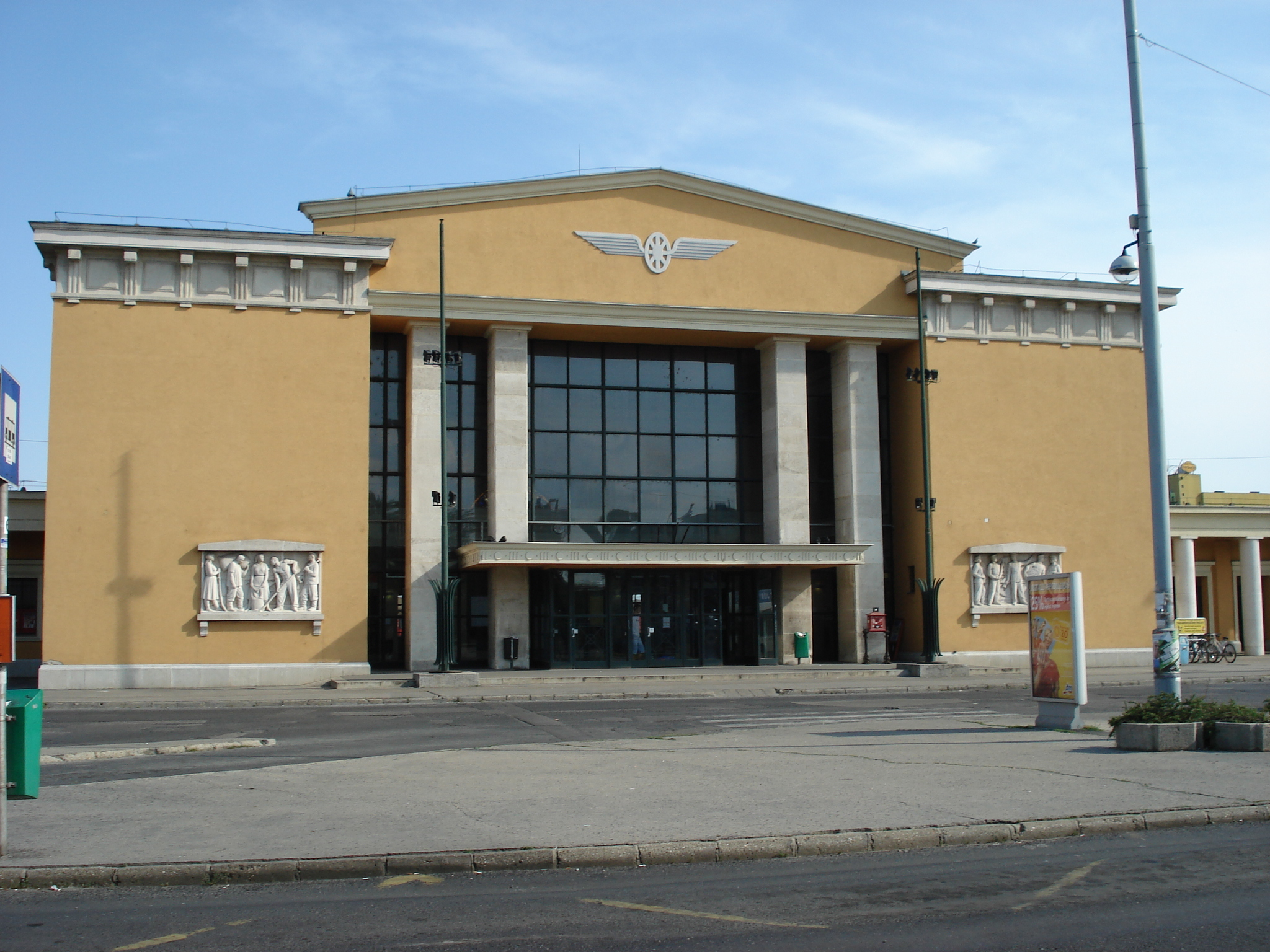
Székesfehérvár vasútállomás
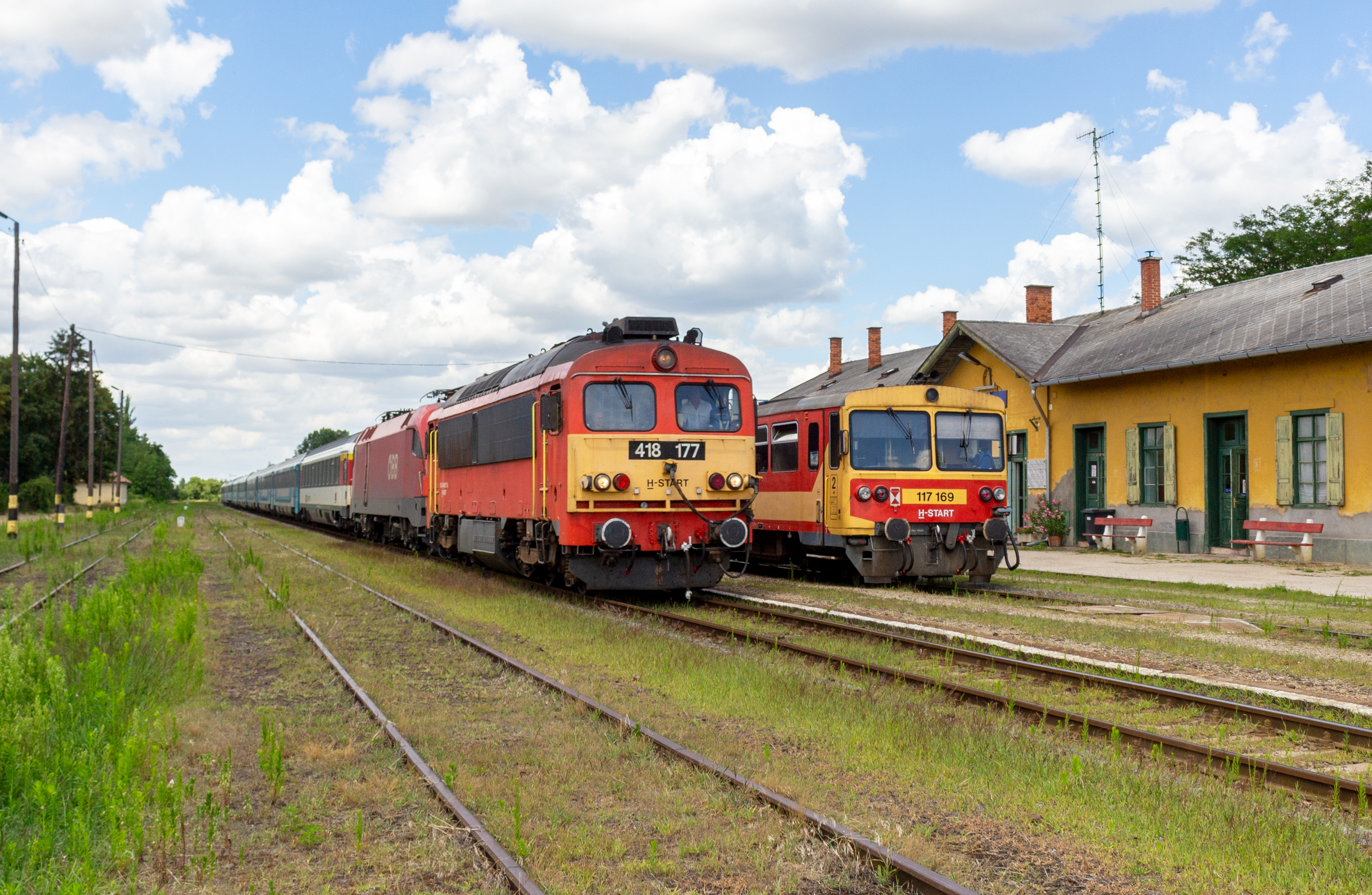
Mór vasútállomáson különleges vonatkereszt, Kálmán Imre EN-el és S150-es személyvonattal (2022)
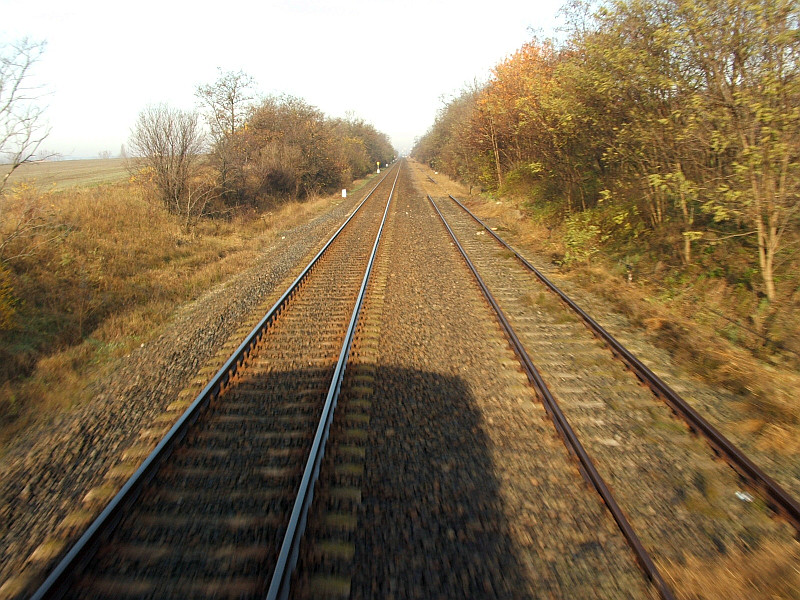
Pályarészlet Mór határában az 5b vasútvonallal (jobbra)
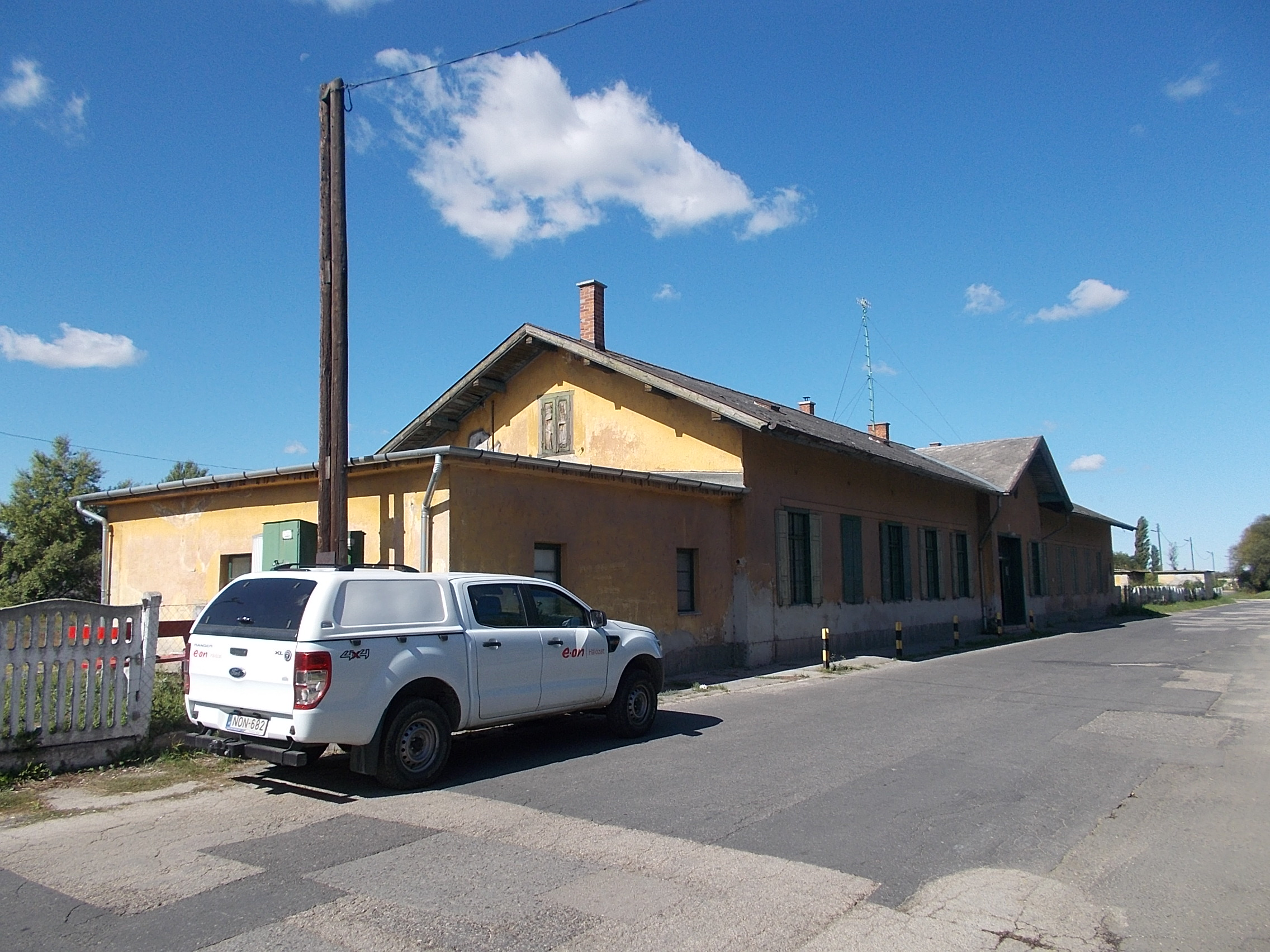
Mór vasútállomás (2017)
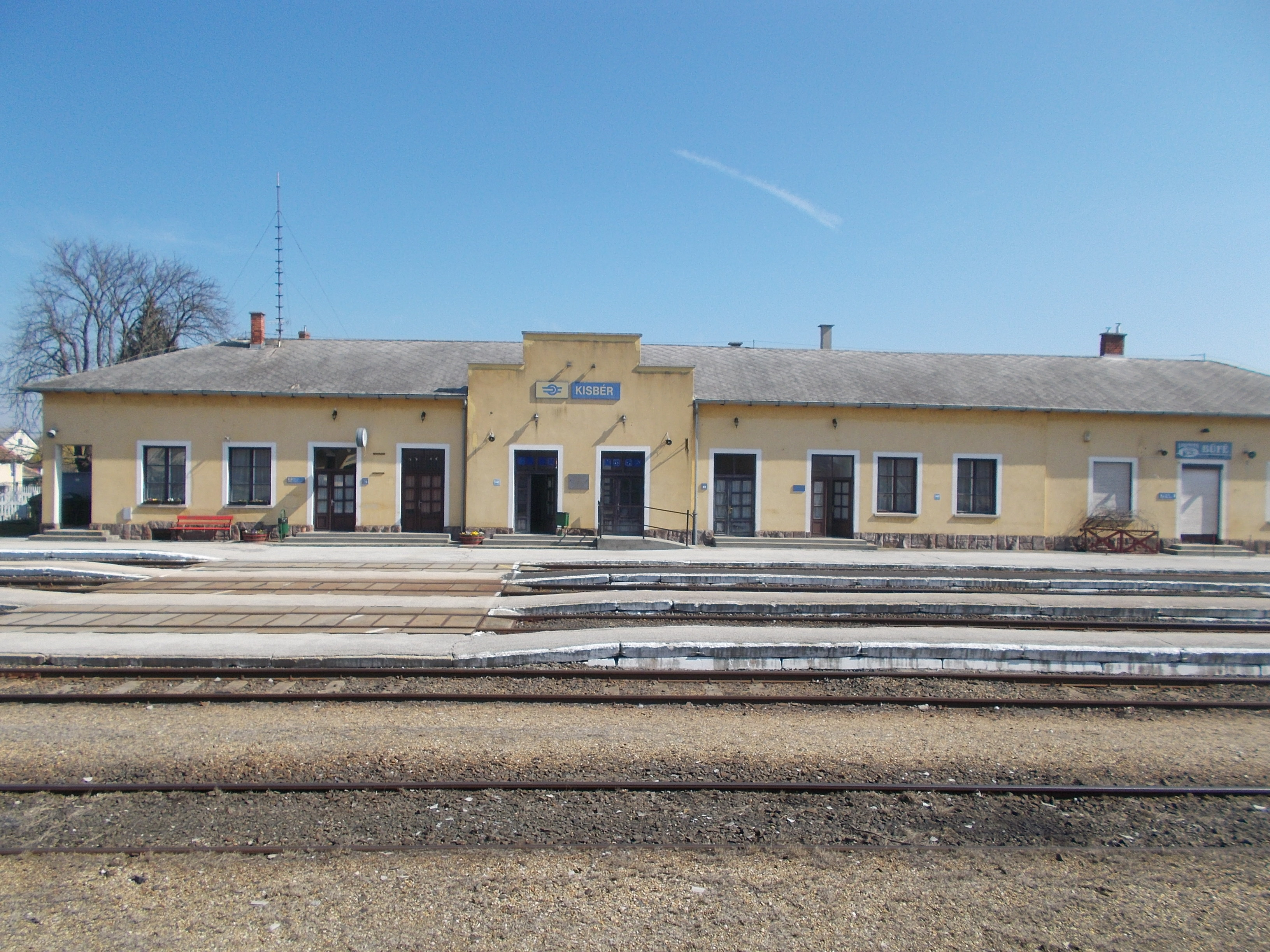
Kisbér vasútállomás (2019)
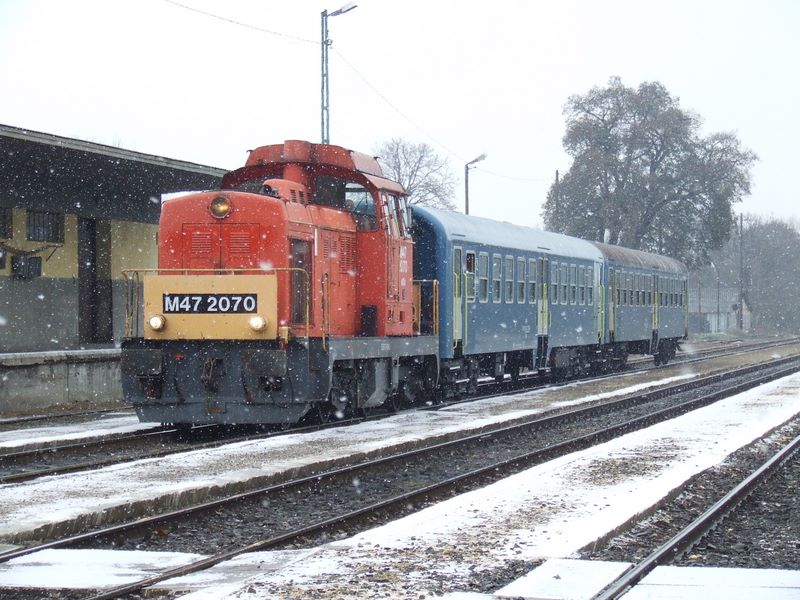
MÁV M47-es személyvonat Kisbér állomáson (2007)
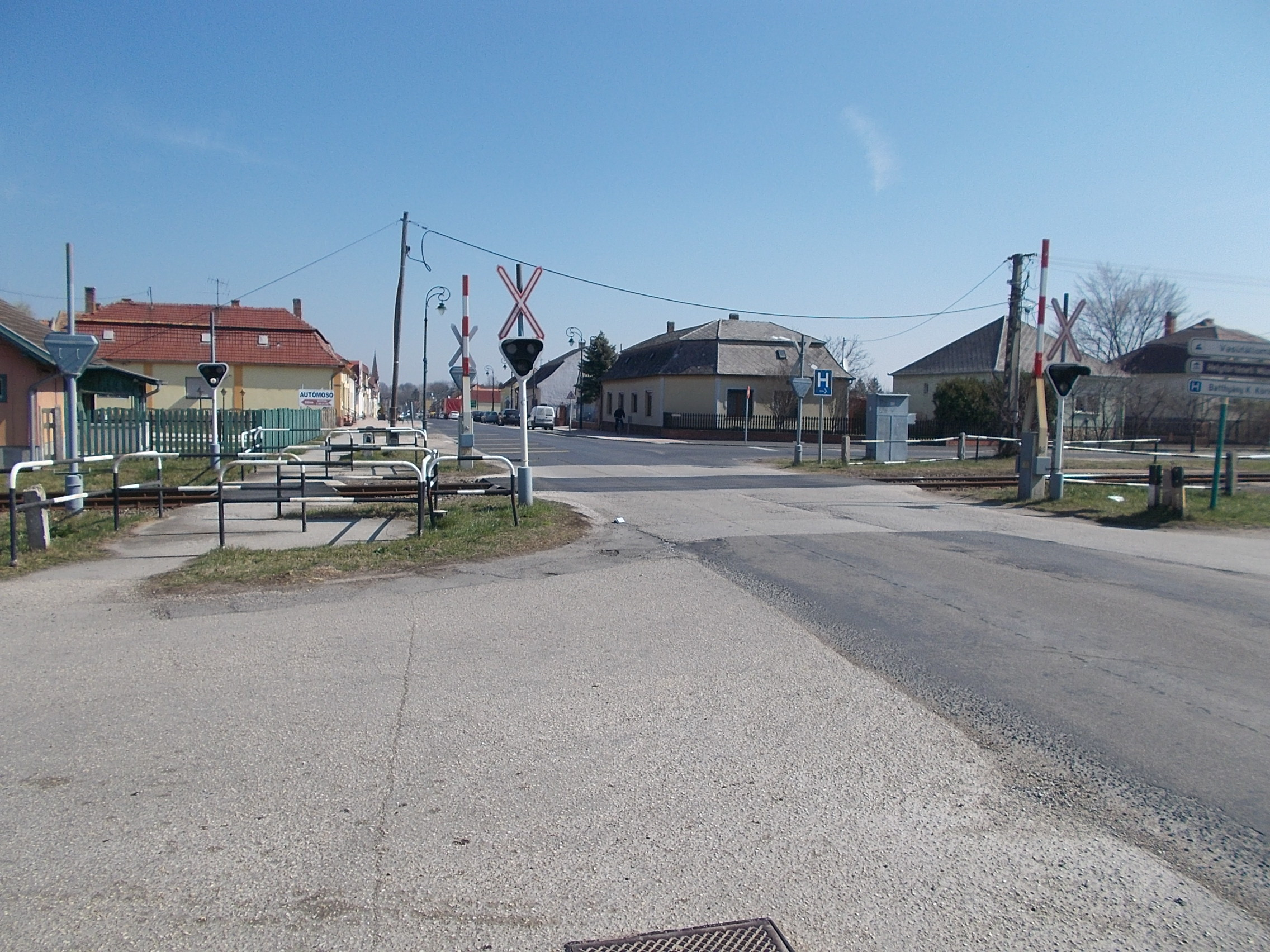
Széchenyi utcai vasúti átjáró Kisbéren (2019)
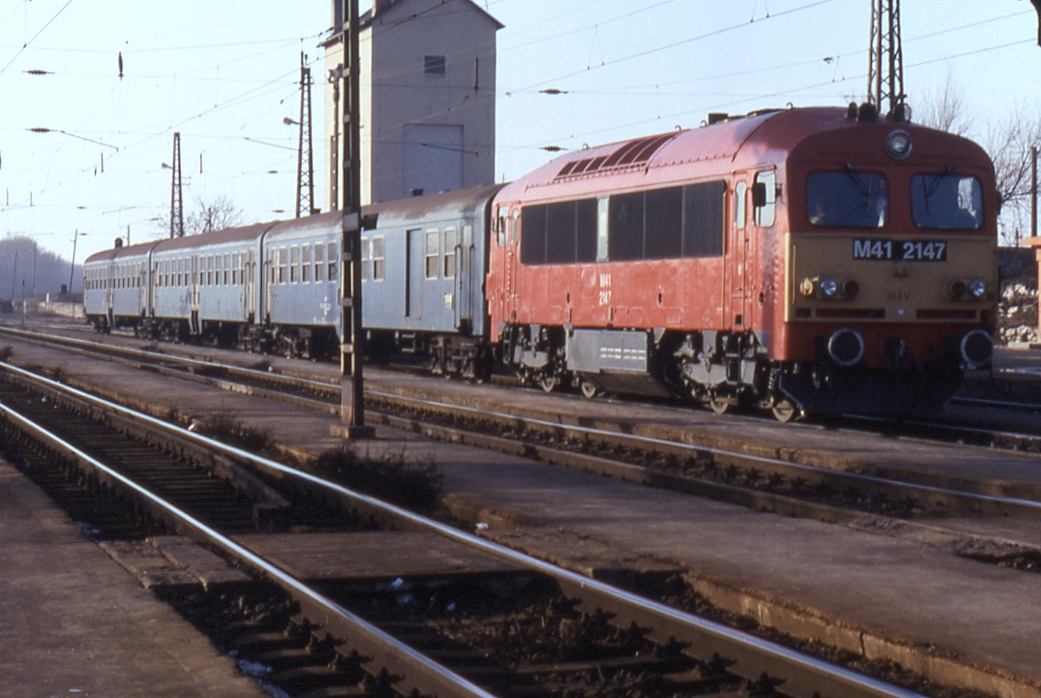
MÁV M41-es személyvonat Komáromban (1993)